# Kriváň (wieś)
Kriváň – wieś (obec) na Słowacji położona w kraju bańskobystrzyckim, w powiecie Detva. Pierwsze wzmianki o miejscowości pochodzą z roku 1955. 
Według danych z dnia 31 grudnia 2012, wieś zamieszkiwało 1701 osób, w tym 848 kobiet i 853 mężczyzn.
W 2001 roku rozkład populacji względem narodowości i przynależności etnicznej wyglądał następująco:
- Słowacy – 99,39%
- Czesi – 0,36%
- Rusini – 0,06%
- Węgrzy – 0,06%

Ze względu na wyznawaną religię struktura mieszkańców kształtowała się w 2001 roku następująco:
- Katolicy rzymscy – 87,45%
- Grekokatolicy – 0,36%
- Ewangelicy – 3,03%
- Prawosławni – 0,06%
- Ateiści – 7,03%
- Przedstawiciele innych wyznań – 0,06%
- Nie podano – 1,94%